# 托里尼·莫格伦
托里尼·莫格伦（瑞典語：Torgny Mogren，1963年7月26日—），瑞典男子越野滑雪运动员。他曾代表瑞典参加1984年、1988年、1992年、1994年和1998年冬季奥林匹克运动会越野滑雪比赛，获得一枚金牌。